# Beaumont-en-Cambrésis
Beaumont-en-Cambrésis é uma comuna francesa na região administrativa de Altos da França, no departamento do Norte. Estende-se por uma área de 3.31 km². Em 2010 a comuna tinha 449 habitantes (densidade: 135,6 hab./km²).